# Leonidas Sampanis
Leonidas Sampanis (griechisch Λεωνίδας Σαμπάνης auch Leonidas Sabanis, * 20. Oktober oder 28. Oktober 1971 in Korça, Albanien als Luan Shabani) ist ein ehemaliger griechischer Gewichtheber und Major der griechischen Luftwaffe.

## Leben
Leonidas Sampanis wurde in Albanien geboren, 1993 wurde er griechischer Staatsbürger.
Bei den Olympischen Sommerspielen 1996 gewann er im Bantamgewicht (bis 59 kg) die Silbermedaille. Das Gleiche gelang ihm im Jahr 2000 in Sydney im Federgewicht (bis 62 kg).
Bei den Olympischen Sommerspielen 2004 in Athen erzielte Leonidas Sampanis das drittbeste Resultat im Federgewicht; aufgrund der Überschreitung des maximal erlaubten Testosteron-Wertes um das Doppelte wurde ihm die zunächst verliehene Bronzemedaille jedoch wieder aberkannt und an Israel José Rubio vergeben. Zusätzlich wurde er wegen dieses Dopingverstoßes von einem Gericht in Athen zu sechs Monaten Haft verurteilt.